# Teun Stier
Teun Stier is een personage uit de eerste serie van het Nederlandse poppenprogramma De Fabeltjeskrant.
Samen met zijn vrouw Margaretha Bontekoe liep hij in 1972 weg van de boerderij om in het Dierenbos te komen wonen. Ze kregen samen een dochter genaamd Greta 2.
Teun liet de oude Dierenbosse tram door de gebroeders Bever ombouwen tot een rijdend zuivelwinkeltje. Op een dag deden Teun en Margaretha hun stal en het winkeltje van de hand en vertrokken naar het Verre Dierenbos.
Teun kwam niet voor in de tweede serie van De Fabeltjeskrant. Dit in tegenstelling tot Margaretha, die in 1985 terugkeerde en zich vanaf toen Greet Koe noemde. Zij vertelde dat Teun en zij waren gescheiden en dat hij was gaan werken in het Derde Dierenbos.
De vaste uitspraak van Teun Stier was "om een lang verhaal kort te maken..." Na deze uitspraak volgde echter vaak een langdradig relaas.
Teuns stem werd ingesproken door stemacteur Frans van Dusschoten.